# Uffe Bech
Uffe Manich Bech (ur. 14 lipca 1993 w Kopenhadze) – duński piłkarz grający na pozycji ofensywnego pomocnika. 

## Kariera klubowa
Swoją karierę piłkarską Bech rozpoczął w klubie Hellerup IK, w którym trenował w drużynie juniorów. Następnie w 2010 roku został zawodnikiem Lyngby BK. 1 sierpnia 2010 zadebiutował w nim w Superligaen w zremisowanym 2:2 wyjazdowym meczu z Silkeborgiem. W sezonie 2011/2012 spadł z Lyngby do 1. division.
Na początku 2013 roku Bech przeszedł do FC Nordsjælland. Swój debiut w Nordsjælland zaliczył 3 marca 2013 w wygranym 1:0 domowym meczu z AC Horsens. W sezonie 2012/2013 wywalczył z Nordsjælland wicemistrzostwo Danii.
W 2015 roku Bech został zawodnikiem klubu Hannover 96. Zadebiutował w nim 29 sierpnia 2015 w przegranym 0:3 wyjazdowym meczu z 1. FSV Mainz 05.
| Sezon   | Klub            | Kraj   | Rozgrywki   | Mecze | Bramki |
| ------- | --------------- | ------ | ----------- | ----- | ------ |
| 2010/11 | Lyngby BK       | Dania  | Superligaen | 12    | 1      |
| 2011/12 | Lyngby BK       | Dania  | Superligaen | 10    | 0      |
| 2012/13 | Lyngby BK       | Dania  | 1. division | 17    | 5      |
| 2012/13 | FC Nordsjælland | Dania  | Superligaen | 5     | 2      |
| 2013/14 | FC Nordsjælland | Dania  | Superligaen | 11    | 2      |
| 2014/15 | FC Nordsjælland | Dania  | Superligaen | 27    | 10     |
| 2015/16 | Hannover 96     | Niemcy | Bundesliga  | 11    | 1      |

## Kariera reprezentacyjna
Bech grał w młodzieżowych reprezentacjach Danii. W 2015 roku został powołany do reprezentacją Danii U-21 na Mistrzostwa Europy U-21. W dorosłej reprezentacji Danii zadebiutował 31 stycznia 2013 w zremisowanym 1:1 towarzyskim meczu z Meksykiem, rozegranym w Glendale. W 74. minucie tego meczu zmienił Nicolaia Jørgensena.